# راشيل ويلسون
راشيل ويلسون (بالإنجليزية: Rachel Wilson) (و. 1977 – م) هي ممثلة، وممثلة أفلام، من كندا، ولدت في أوتوا.

## وصلات خارجية
- راشيل ويلسون على موقع IMDb (الإنجليزية)
- راشيل ويلسون على موقع ألو سيني (الفرنسية)
- راشيل ويلسون على موقع أول موفي (الإنجليزية)
- راشيل ويلسون على موقع قاعدة بيانات الأفلام السويدية (السويدية)
- راشيل ويلسون على موقع قاعدة بيانات الفيلم (الإنجليزية)
- راشيل ويلسون على موقع كينوبويسك (الروسية)